# Cheddar Gorge
Koordinaten: 51° 17′ 4″ N, 2° 45′ 40″ W

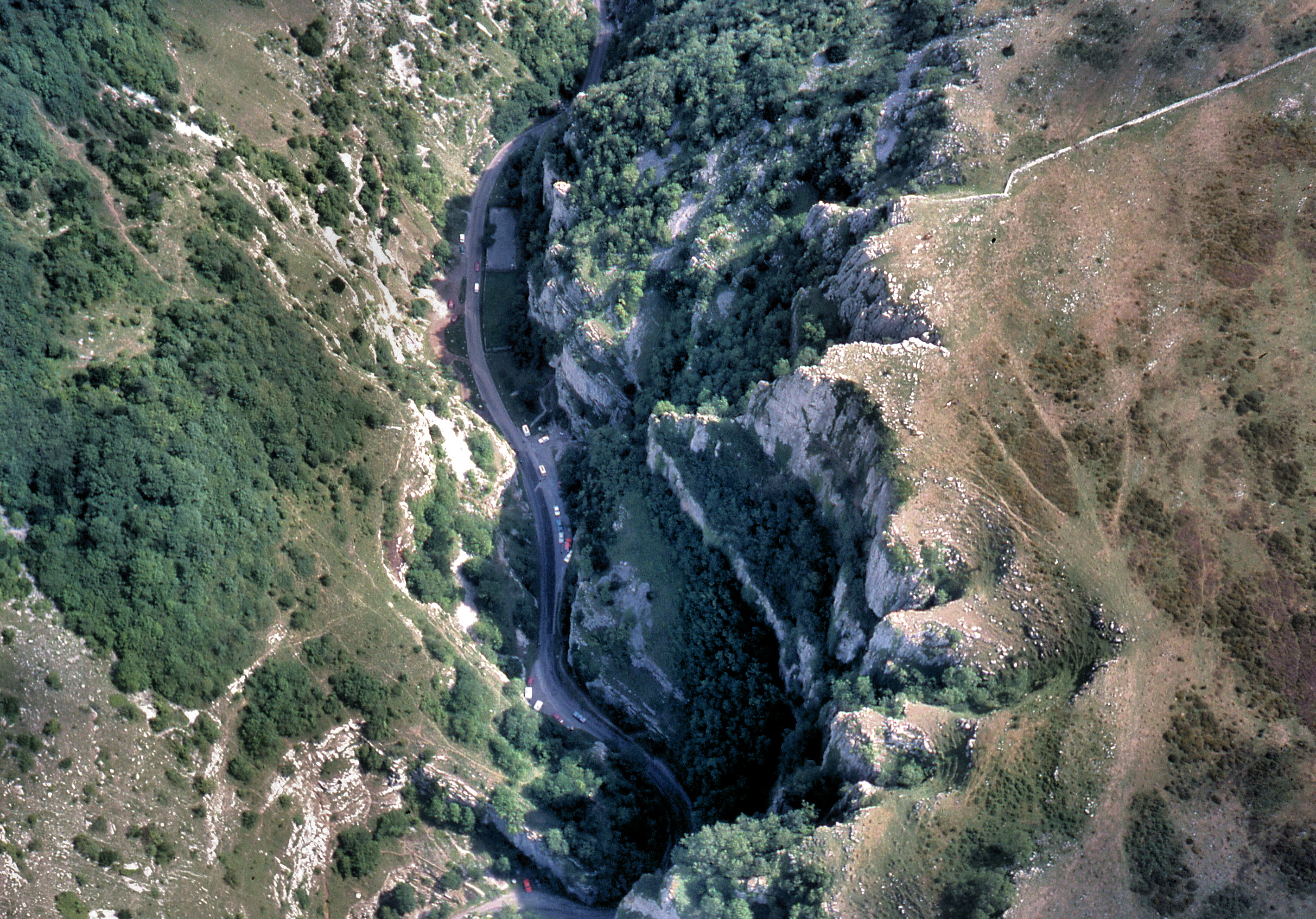
Luftbild (1975)

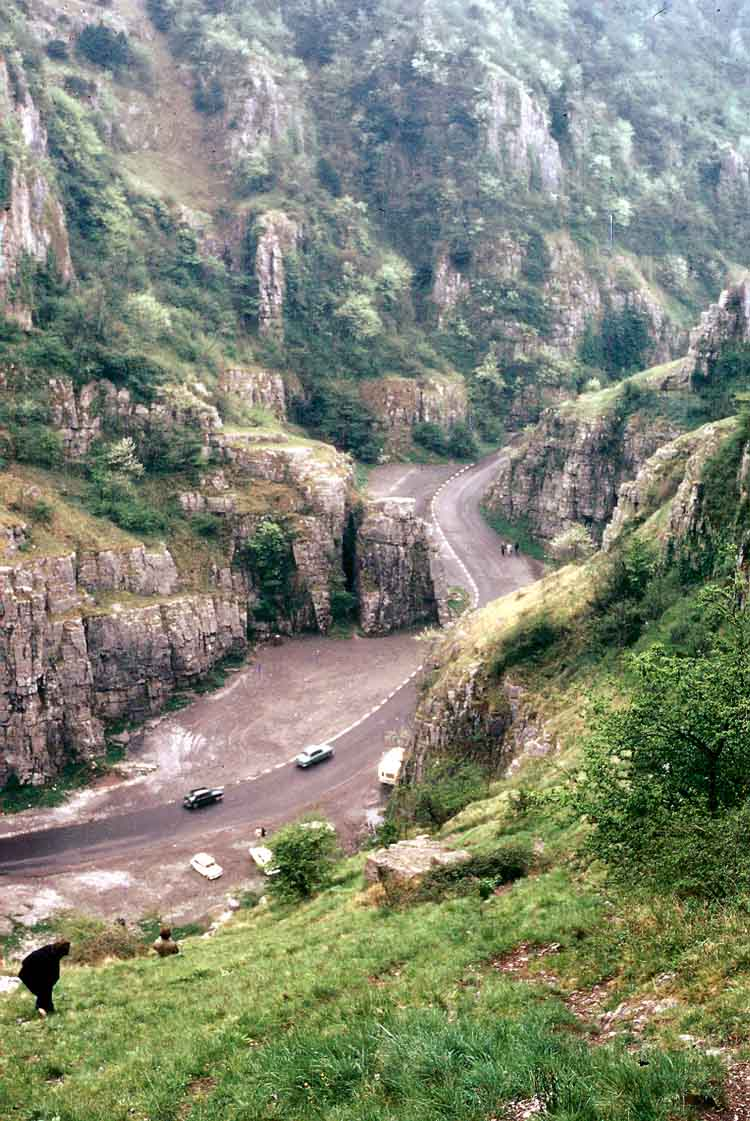
Vom Schluchtrand

Die fast fünf Kilometer lange Cheddar Gorge („Cheddar Man-Schlucht“) in der Nähe des Dorfes Cheddar in den Mendip Hills in Somerset in England ist die größte Felsschlucht im Vereinigten Königreich – sie beherbergt zahlreiche Höhlen: In der Gough’s Cave wurde 1903 das älteste vollständig erhaltene menschliche Skelett Britanniens gefunden, das des etwa 10.000 Jahre alten „Cheddar Man“. Auch Überreste von vor 13.000 bis 12.000 Jahren (Jungpaläolithikum) wurden hier gefunden. Die Mendip Hills und die nahen Somerset Levels sind Wandergebiete.
Cheddar Gorge wurde in der Eiszeit geformt, als Schmelzwasser Karren bildeten, die sich zu einer Schlucht erweiterten. Nach der Eiszeit taute der Kalkstein auf und wurde durchlässig, sodass das Oberflächenwasser versickerte und ein Trockental hinterließ. Die Wände der bis zu 113 Meter tiefen Schlucht sind aus Kalkstein, das Deckgebirge besteht aus Rotsandstein.
Der Cheddar Yeo durchfließt nur den unteren Teil der Felsschlucht. Es gibt einen Pfad von 274 Stufen, der aus der Schlucht führt und nach der biblischen Beschreibung der „Himmelsleiter“ „Jakobsleiter“ genannt wird. Von einem auf der Höhe gelegenen Aussichtsturm besteht eine 360-Grad-Sicht über die Schlucht und das Dorf Cheddar.
Als touristischer Anziehungspunkt wird Cheddar Gorge unter den Naturwundern Britanniens nach einer Umfrage aus dem Jahr 2005 an Beliebtheit nur von der Dan yr Ogof-Höhle in Wales übertroffen.

## Höhlen
Die Cheddar-Gorge-Höhlen und die ca. zehn Kilometer entfernten Wookey Hole Caves sind bewohnt von Kolonien der großen und kleinen Hufeisennase, zwei seltenen Fledermausarten.
Die 1890 entdeckte etwa 400 Meter lange Gough’s Cave und die kleinere, 1837 entdeckte, farbigere Cox's Cave sind Schauhöhlen, die nach ihren Entdeckern benannt wurden. Untersuchungen von Knochen, die in Gough’s Cave gefunden wurden, weisen auf Kannibalismus der vor rund 14.700 Jahren aus Spanien und Frankreich eingewanderten Bewohner hin.
Die Höhlen dienten J.R.R. Tolkien als Inspiration für die Beschreibung der Glitzernden Grotten in Der Herr der Ringe.

## Bildergalerie

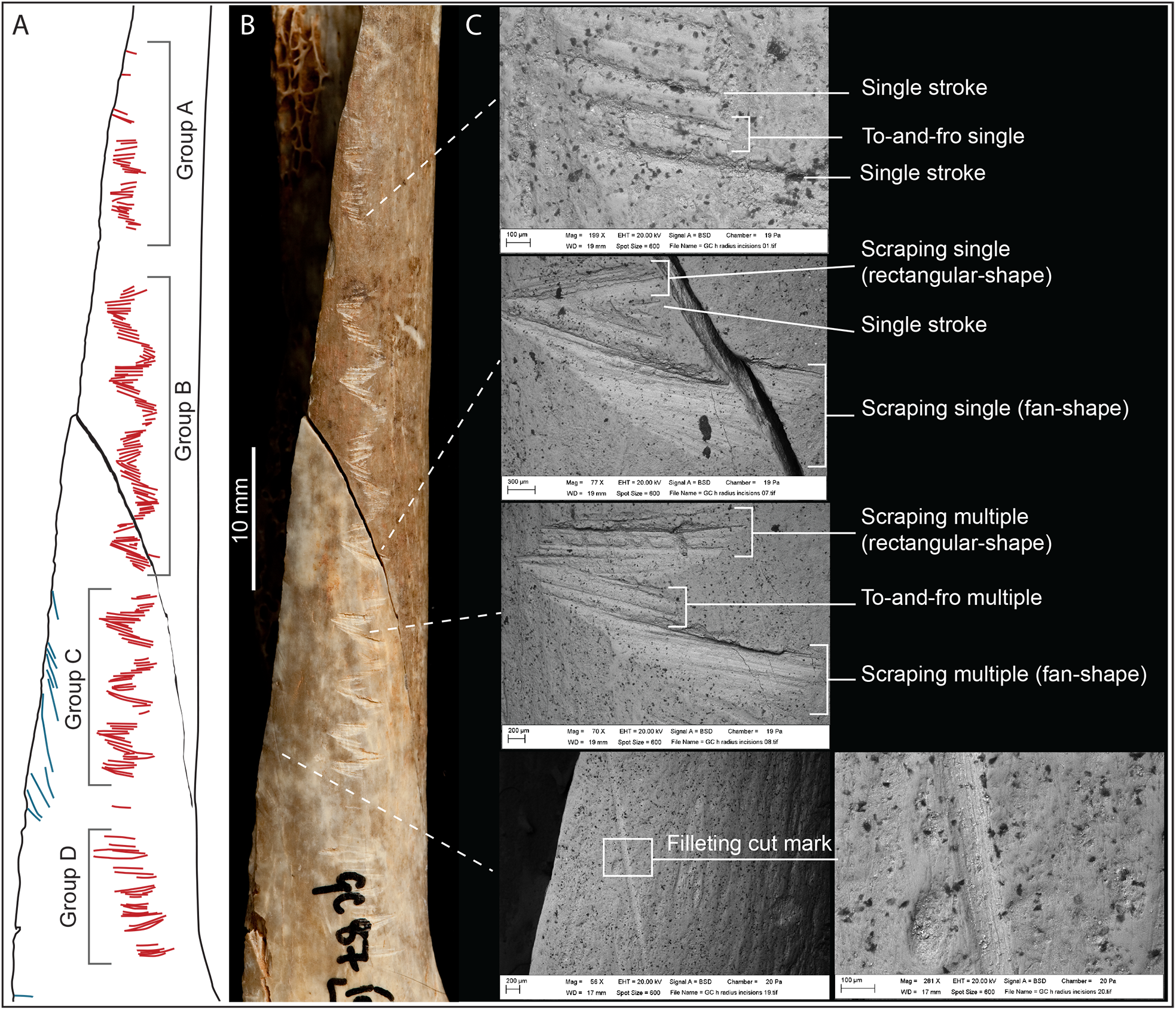
Radius-Unterarm-Knochen aus Gough’s Cave mit Schlag- und Kratz-Spuren
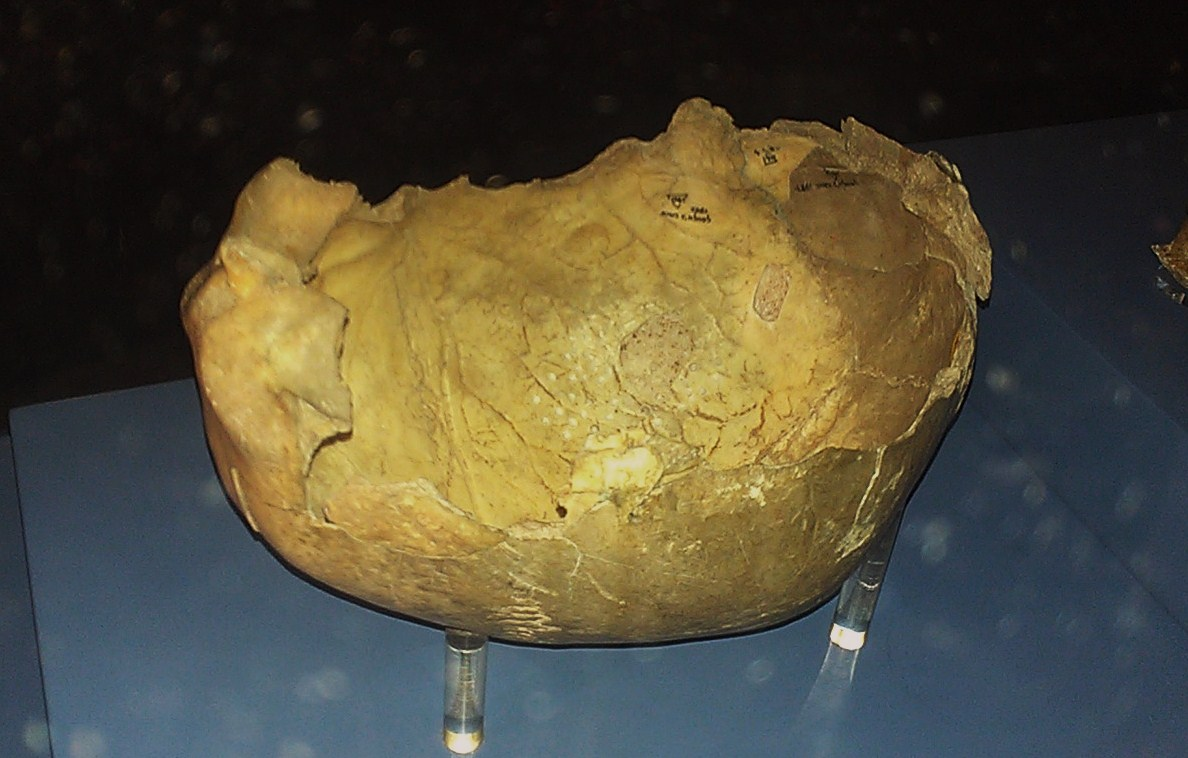
Schädel aus Gough’s Cave, mögliche Kannibalismus-Spuren
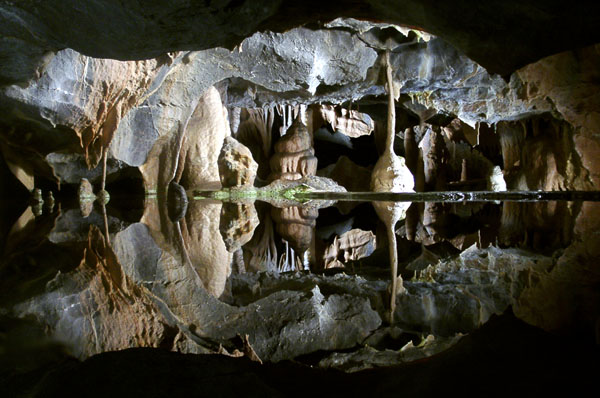
Inneres der Kalksteinhöhle Gough’s Cave
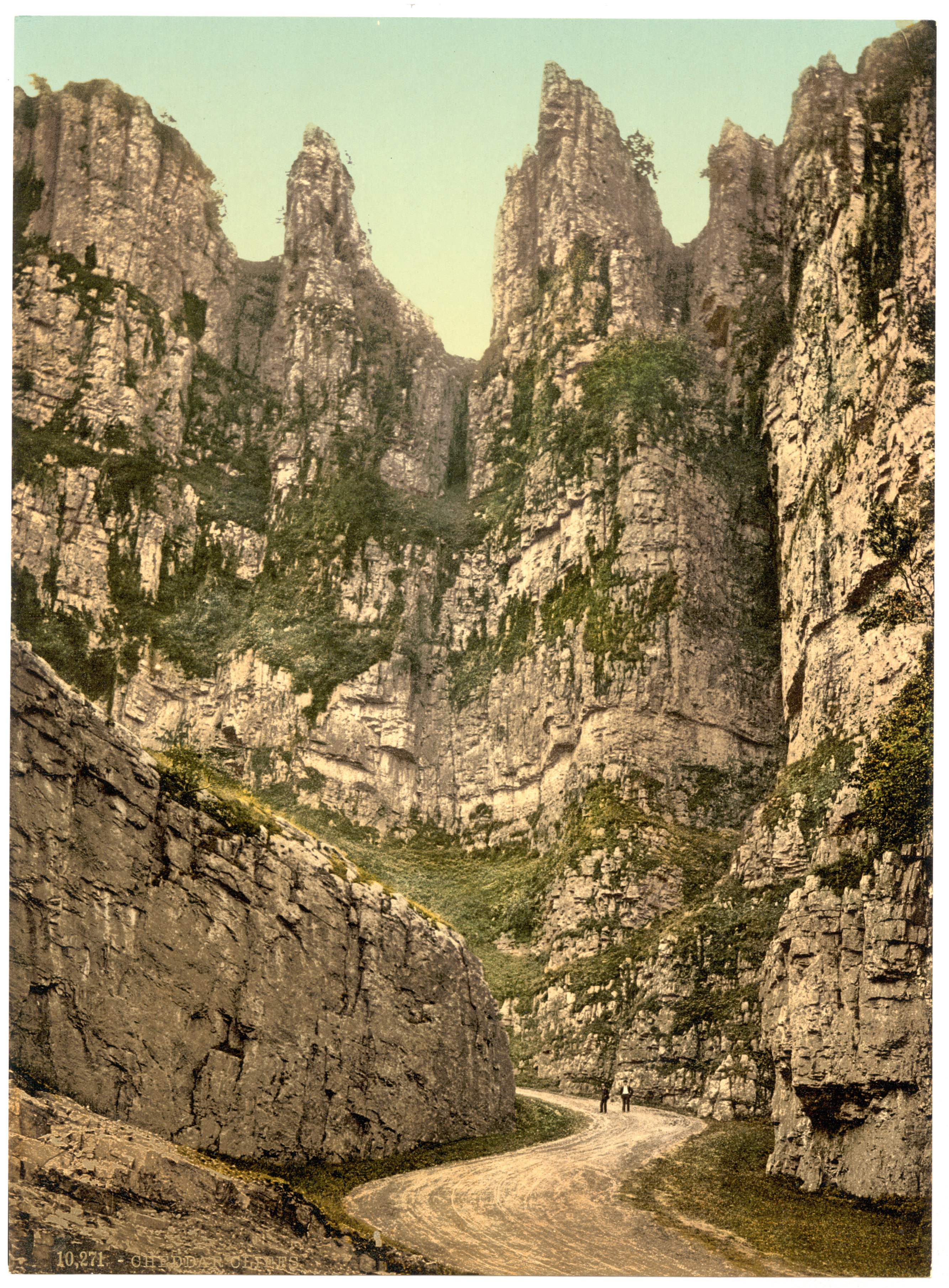
Photochromie (um 1900)
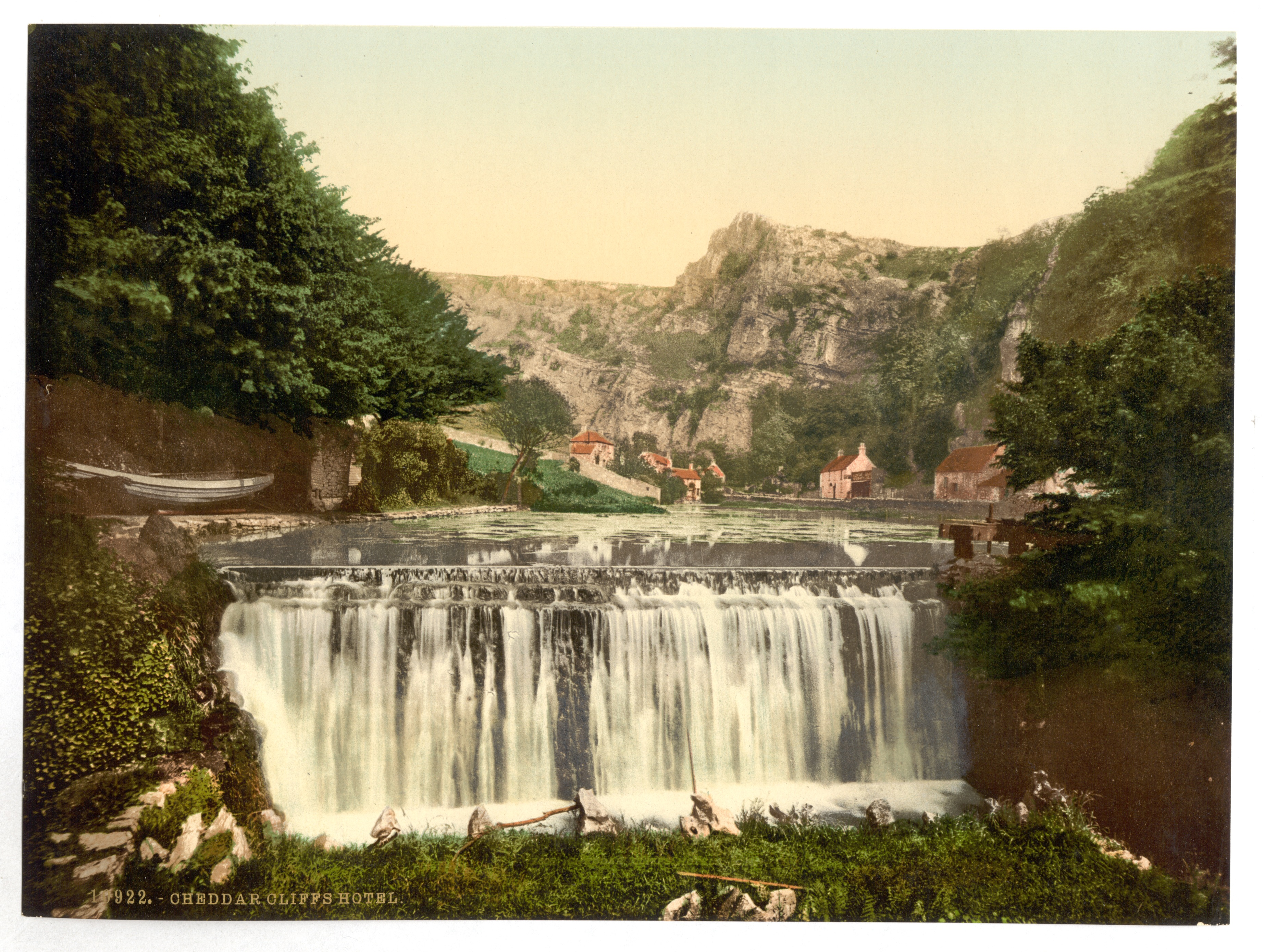
Cheddar und Staustufe des Yeo am Schluchtausgang (um 1900)
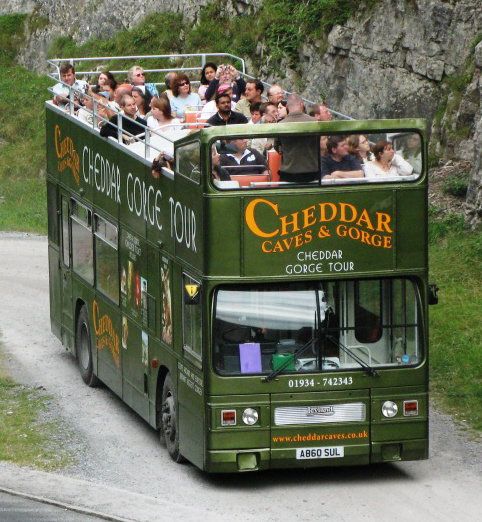
Touristen-Panorama-Bus in der Schlucht (2007)
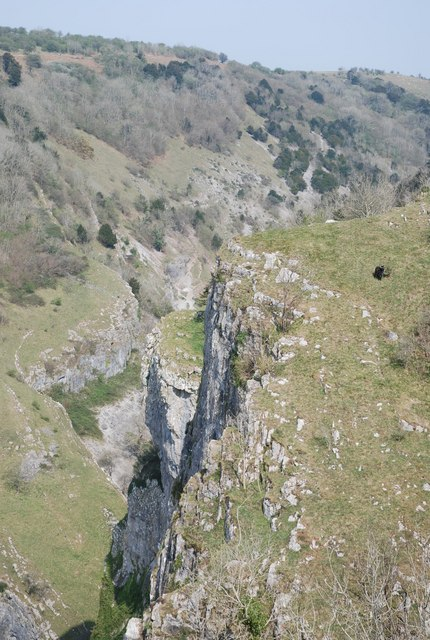
Blick vom Schluchtrand (April 2007)
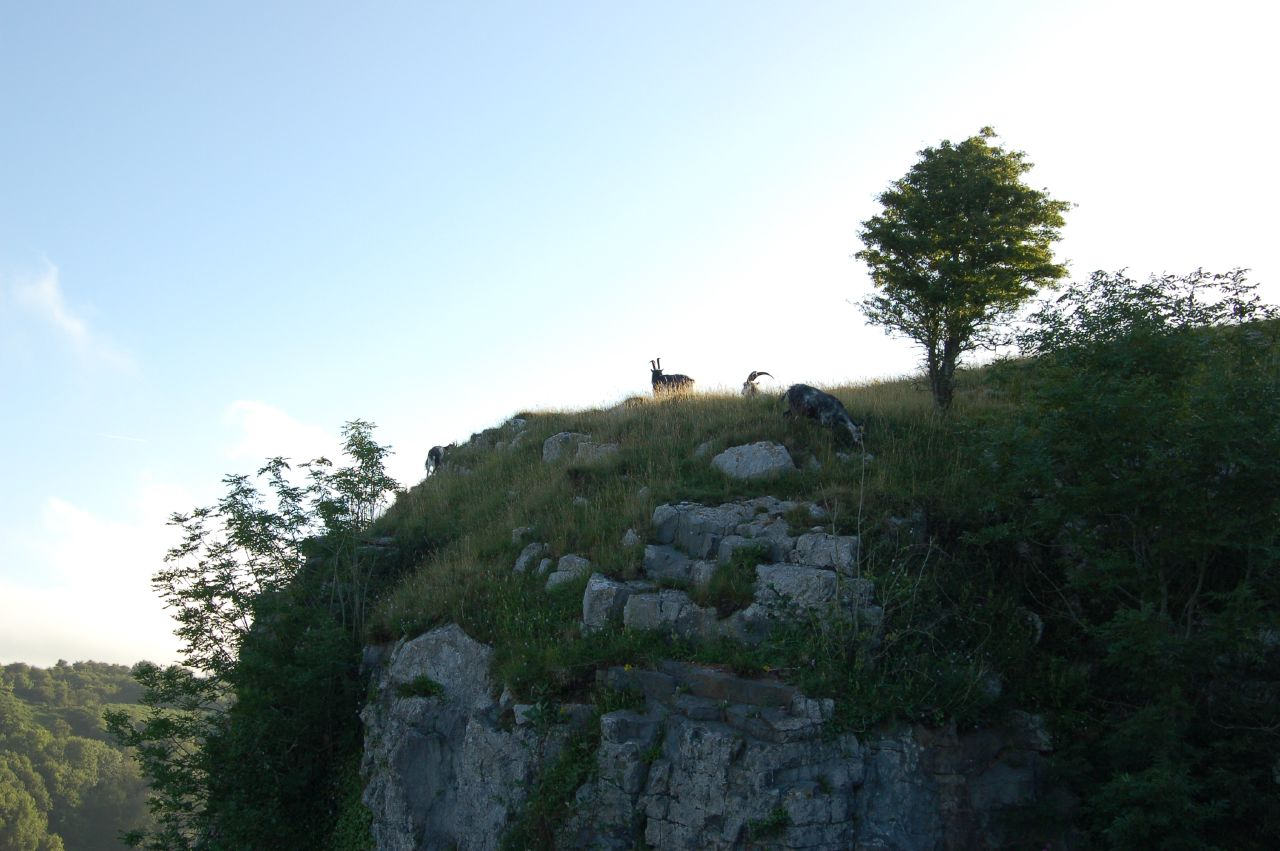
Eine Hausziege im Gegenlicht auf dem Schluchtrand (Juli 2006)
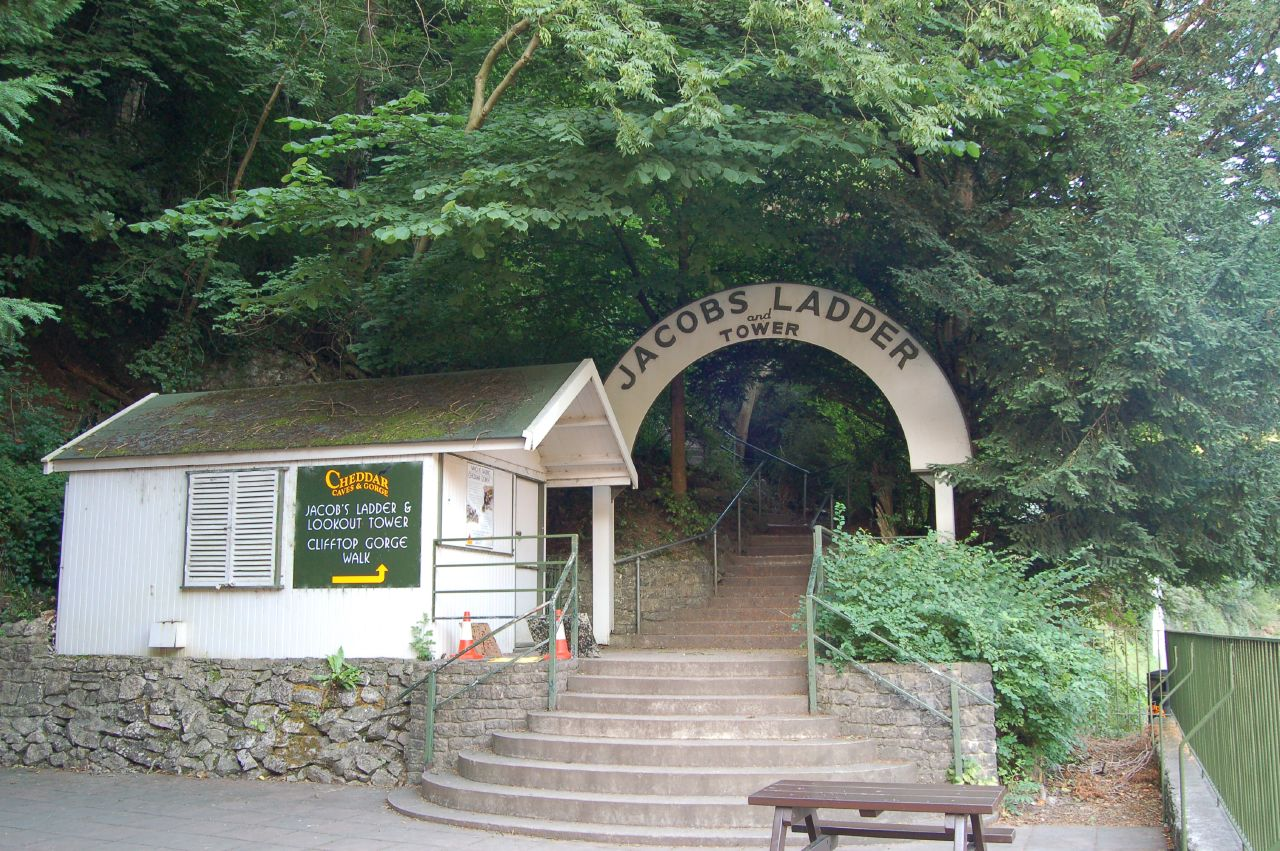
Aufgang zur „Jakobsleiter“ (Treppe auch zum Aussichtsturm)

## Sonstiges
In einer der Höhlen der Schlucht wird der nach dem Ort benannte Käse produziert.